# Bang Bang You’re Dead (singel)
Bang Bang You’re Dead – singel z debiutanckiego albumu zespołu Dirty Pretty Things. Poprzedzał wydanie płyty Waterloo to Anywhere i został wprowadzony na rynek 24 kwietnia 2006. W maju tego samego roku dotarł do 5. pozycji zestawienia UK Singles Chart. Jest to najwyżej notowany singel w dorobku grupy. Kolejnym singlem z tej płyty był Deadwood.

## Wersje
Singel Bang Bang You’re Dead wydany został w trzech wersjach:
1. na płycie gramofonowej, na której znalazł się dodatkowo utwór If You Were Wondering w wersji akustycznej,
2. na CD, która prócz tytułowego utworu zawierała piosenki Gin & Milk w wersji akustycznej oraz If You Were Wondering (Tavern Version),
3. na DVD, która zawierała dokument filmowy Bang Bang Diaries oraz nagraną w Paryżu koncertową wersję utworu tytułowego.